# Zhang Bainan
Zhang Bainan  (chinesisch 張柏楠 / 张柏楠, Pinyin Zhāng Bǎinán; * 23. Juni 1962 in Qiqihar, Provinz Heilongjiang) ist ein chinesischer Werkstoffingenieur und Politiker der Kommunistischen Partei Chinas. Er ist seit Januar 2004 Chefkonstrukteur der Shenzhou-Raumschiffe und leitet in dieser Eigenschaft auch die Entwicklung des Bemannten Raumschiffs der neuen Generation. Seit dem 15. Oktober 2019 ist Zhang Bainan Stellvertretender Technischer Direktor des bemannten Raumfahrtprogramms der Volksrepublik China.

## Jugend und Studium
Zhang Bainan wurde am 23. Juni 1962 in der Stadt Qiqihar als mittleres von drei Kindern eines in der Forschungsabteilung der Chemiefabrik Heilongjiang (黑龙江化工厂)
tätigen Chemikers und einer Buchhalterin geboren. Seine Eltern waren beide örtliche Kader der Kommunistischen Partei Chinas. Nach der Grundschule besuchte er das „Versuchsgymnasium Qiqihar“ (齐齐哈尔市实验中学, von 1970 bis 1978 „28. Mittelschule Qiqihar“ bzw. 齐齐哈尔市第二十八中学), eine Einrichtung, die seit ihrer Gründung 1950 nicht nur örtliche Schüler, sondern, als damals erstes Gymnasium der Provinz, Schüler aus ganz Heilongjiang aufnahm. 
Zhang Bainan interessierte sich schon früh für Technik. Als im Januar 1974 die 1958 gegründete und während der Kulturrevolution eingestellte Zeitschrift „Luft- und Raumfahrtwissen“ (航空知识) wieder erschien, abonnierte er sie sofort, und als seine Eltern einen Computer bekamen – ein damals selbst in der hochindustrialisierten Mandschurei in Privathaushalten noch sehr seltenes Gerät – erstellte er darauf dreidimensionale Grafiken. Zhang Bainan war, obwohl er viel Zeit am Computer verbrachte, kein schlechter Schüler. Als Mitte der 1970er Jahre mit dem Ende der Kulturrevolution wieder ein regulärer Unterrichtsbetrieb aufgenommen wurde, war er bei den Physik-Prüfungen regelmäßig der beste seiner Klasse. Beim Abitur 1980 schnitt er so gut ab, dass er seine Wunsch-Hochschule, die Universität für Wissenschaft und Technik der Landesverteidigung in Changsha besuchen konnte, wo er sich an der damaligen Fakultät für Mechanik fester Körper (固体力学系) einschrieb.
Die Studenten der Universität für Wissenschaft und Technik der Landesverteidigung waren damals zwar meist keine Soldaten, aber das Leben dort war militärisch geregelt, mit morgendlichem Wecken um 06:00 und abendlichem Löschen der Lichter um 22:00. Auch in den Hörsälen herrschte strikte Disziplin – die Lehrkräfte waren alle Offiziere der Volksbefreiungsarmee.  
1984 schloss er sein Studium als Diplomingenieur ab. Man bot ihm in Changsha an, als Postgraduierter weiterzustudieren, um später als Dozent zu arbeiten. Zhang Bainan wollte jedoch lieber praktisch tätig sein und träumte davon, Satelliten zu konstruieren. Zu diesem Zweck begab er sich zunächst an die Polytechnische Universität Harbin, wo er bei Gu Zhenlong (顾震隆, * 1928) ein Jahr lang die Grundlagen der Mechanik von Verbundwerkstoffen (复合材料力学) studierte. Anschließend ging er nach Peking, wo er sich an der Chinesischen Akademie für Weltraumtechnologie für dieses Studienfach einschrieb und 1987 den Grad eines Postgraduierten Spezialisten (专业硕士) erwarb, eine Art „Fach-Promotion“, die in China über dem Diplomingenieur (硕士) aber unter dem Doktor (博士) angesiedelt ist.
Nach seinem Abschluss wurde Zhang Bainan von der Akademie für Weltraumtechnologie, die nicht nur eine Lehranstalt ist, sondern auch eine Firma, die sich mit der Herstellung von Raumflugkörpern befasst, fest übernommen. Zunächst kam er zum Labor 6 der Hauptentwicklungsabteilung in Peking (北京空间飞行器总体设计部),
wo er bei der Konstruktion von Rückkehrsatelliten eingesetzt wurde.

## Shenzhou-Programm
Nach der Einstellung des Shuguang-Projekts für ein bemanntes Raumschiff im März 1975 hatte man sich in China zunächst auf Satellitenbau konzentriert. Als am 3. März 1986 die vier Wissenschaftler Wang Daheng (王大珩, 1915–2011), Wang Ganchang, Yang Jiachi (杨嘉墀, 1919–2006) und Chen Fangyun im Auftrag der Chinesischen Akademie der Wissenschaften Deng Xiaoping vorschlugen, das später als „Programm 863“ bekannte Hochtechnologieprogramm aufzulegen, war Raumfahrt einer der Fachbereiche, die sie für eine staatliche Förderung vorgesehen hatten. Im Rahmen des Fachbereichs Raumfahrt, intern „863-2“ genannt,
gab es die Sektion 863-204, die sich mit Raumschiffen befasste, die Raumfahrer zu einer Raumstation (Sektion 863-205) transportieren sollten. Es wurde eine Expertenkommission berufen, die die mit Raumfahrt befassten Staatsbetriebe und Forschungseinrichtungen dazu aufforderte, Vorschläge für ein Raumschiff zu machen. An der Akademie für Weltraumtechnologie wurde das seinerzeit von Wang Xiji geleitete Institut 508, das bereits das Shuguang-Raumschiff konzipiert hatte, mit der Sache betraut. Das Institut schlug ein relativ einfaches Raumschiff ähnlich den sowjetischen Sojus-Kapseln vor, da dies mit den damaligen wirtschaftlichen und technischen Möglichkeiten Chinas vereinbar wäre. Noch 1986 wurde der Vorschlag des Instituts von der Expertenkommission des Programms 863 in die nähere Wahl gezogen. Nun sollte eine detaillierte Machbarkeitsstudie erstellt werden.
1987, mit nur 25 Jahren, wurde Zhang Bainan nach einigen Monaten im Labor 6 zum Institut 508 versetzt und der Gruppe zugeteilt, die besagte Machbarkeitsstudie auszuarbeiten hatte. Ein Jahr später, 1988, trat Zhang Bainan in die Kommunistische Partei Chinas ein.
Der Entwurf der Akademie für Weltraumtechnologie stand in Konkurrenz zu einem Raumgleiter-Konzept, dem Tianjiao 1 der Chinesischen Akademie für Trägerraketentechnologie (der amerikanische Space Shuttle hatte seinen Erstflug am 12. April 1981). Nach eingehender Beratung entschied sich die Expertenkommission schließlich im Juli 1989 für das einfachere Raumschiff des Instituts 508 und legte den Plan Deng Xiaoping vor. Dieser lehnte jedoch sowohl das nur einmal verwendbare Raumschiff als auch den Shuttle ab, und damit fand das Projekt bemannte Raumfahrt zunächst ein Ende. Am 9. November 1989 trat Deng Xiaoping jedoch als Vorsitzender der Zentralen Militärkommission der KPCh zurück, am 19. März 1990 dann auch als Vorsitzender der Zentralen Militärkommission der Volksrepublik China, und hatte damit kein offizielles Amt mehr inne. Premierminister Li Peng war der bemannten Raumfahrt gegenüber aufgeschlossener. Sowohl die Akademie für Weltraumtechnologie als auch ihre Mitbewerber hatten in der Zwischenzeit weiter an Entwürfen für ein Sojus-ähnliches Raumschiff gearbeitet, und am 21. September 1992 wurde das bemannte Raumfahrtprogramm der Volksrepublik China vom Ständigen Ausschuss des Politbüros der Kommunistischen Partei Chinas genehmigt.
Man hatte sich darauf geeinigt, dass die Akademie für Weltraumtechnologie das Orbitalmodul und die Rückkehrkapsel des später „Shenzhou“, also „Götterschiff“ genannten Raumschiffs bauen sollte, die Shanghaier Akademie für Raumfahrttechnologie das Servicemodul. Chefkonstrukteur des Raumschiffs wurde Qi Faren, seit 1983 Direktor der Akademie für Weltraumtechnologie und bis dahin, neben seinen Verwaltungsaufgaben, Entwicklungsleiter für den bereits damals als allgemein verwendbare Plattform gedachten Kommunikationssatelliten Dong Fang Hong 3.
Zhang Bainan, der seit 1987 ununterbrochen an den Vorplanungen für das bemannte Raumschiff mitgearbeitet hatte, wurde der bald darauf auf tausend Männer und Frauen angewachsenen Entwicklergruppe um Qi Faren zugeteilt.
Dort war er zunächst Teamleiter und stieg dann schnell auf, bis er 1996 zum Stellvertretenden Chefkonstrukteur ernannt wurde und als Qi Farens rechte Hand für Entwicklung und Prüfung des Raumschiffkörpers und seiner mechanischen Komponenten zuständig war. In dieser Eigenschaft leitete Zhang mehr als 50 großangelegte Tests.
Nach dem erfolgreichen Erstflug eines chinesischen Raumfahrers am 15. Oktober 2003 übergab Qi Faren Mitte Januar 2004, im Alter von 70 Jahren, seinen Posten als Chefkonstrukteur der Shenzhou-Raumschiffe an Zhang Bainan. Seit Shenzhou 6 hat nun Zhang Bainan bei der Chinesischen Akademie für Weltraumtechnologie die Gesamtverantwortung für alle Raumschiffe der Baureihe. Gleichzeitig übergab Qi auch sein Amt als Technischer Direktor des Raumschiffsystems beim bemannten Raumfahrtprogramm der Volksrepublik China an seinen langjährigen Stellvertreter, eine Beförderung, für die Zhang Bainan vom Staatsrat der Volksrepublik China einen einmaligen steuerfreien Gehaltsbonus (国务院政府特殊津贴) von 10.000 Yuan erhielt.
Auch das Amt beim bemannten Raumfahrtprogramm hat er bis heute (2021) inne.
Als die Akademie für Weltraumtechnologie mit der Entwicklung des Weltraumlabors Tiangong 1 begann, wurde das Hauptlabor für bemannte Raumfahrt bei der Hauptentwicklungsabteilung (总体部载人航天总体室) am 22. August 2009 zu einer eigenständigen „Hauptabteilung bemannte Raumfahrt“ (载人航天总体部) hochgestuft,
die nun nicht mehr nur für die Shenzhou-Raumschiffe, sondern für alle Raumflugkörper im Zusammenhang mit dem bemannten Raumfahrtprogramm der Volksrepublik China zuständig war.
Zhang Bainan wurde zum Chefingenieur (总设计师) der neuen Hauptabteilung ernannt.

## Bemanntes Raumschiff der neuen Generation
Am 29. März 2011 unterzeichnete die Chinesische Akademie für Weltraumtechnologie mit der Polytechnischen Universität Harbin einen Kooperationsvertrag über die Gründung eines „Gemeinsamen Forschungszentrums für bemannte Raumfahrt und Tiefraumerkundung“ (载人航天和深空探测联合研究中心).
Bald darauf begann Zhang Bainan mit seinen Kollegen Yang Lei (杨雷),
Zuo Guang (左光),
Shi Yong (石泳)
und Huang Zhen (黄震)
sowie dem Metallurgen Guo Bin (郭斌), stellvertretender Rektor der Polytechnischen Universität Harbin, an einem Konzept für ein wiederverwendbares bemanntes Mehrzweckrauschiff zu arbeiten, das von den amerikanischen Dragon- und Starliner-Raumschiffen inspiriert war. Am 31. März 2015 wurde das Konzept in der Zeitschrift Acta Aeronautica et Astronautica Sinica öffentlich vorgestellt. Da es sich derzeit (2020) noch um ein von der Akademie für Weltraumtechnologie vorfinanziertes, noch nicht aus dem Fonds für Nationale wissenschaftlich-technische Großprojekte gefördertes Projekt handelt, trägt es bislang nur den Arbeitstitel „Bemanntes Raumschiff der neuen Generation“ (新一代载人飞船).
Am 25./26. Juni 2016 fand ein erster Flugtest mit einem auf das 0,63-fache verkleinerten Modell der Rückkehrkapsel des Raumschiffs statt, bei dem zum einen das Flugverhalten der konischen Kapsel erprobt werden sollte (die Shenzhou-Raumschiffe verwenden eine glockenförmige Rückkehrkapsel), zum anderen die neuen Materialien, aus denen der ablative Hitzeschild und die Kabine selbst gefertigt sind. Der Test verlief erfolgreich,
und nachdem im April 2018 auch die Landeairbags der Rückkehrkapsel die Tests bestanden,
fand im Mai 2020 ein unbemannter Testflug eines Prototyps in Originalgröße statt.

## Politisches Engagement
Als leitender Angestellter hatte Zhang Bainan schon früh auch mit Politik und Öffentlichkeitsarbeit zu tun. So trat er zum Beispiel nach dem Absturz der Raumfähre Columbia am 1. Februar 2003 als Experte im „Fokus Report“ (焦点访谈) auf, ein auf investigativen Journalismus spezialisiertes Programm der staatlichen Fernsehanstalt CCTV.
Außerdem nahm er als Vertreter der China Aerospace Science and Technology Corporation, der Muttergesellschaft der Akademie für Weltraumtechnologie, an den Feiern nach erfolgreichen Missionen in der Großen Halle des Volkes teil. Bei den Wahlen für die 12. Legislaturperiode Ende Dezember 2012 wurde er im Wahlkreis Guizhou für die KPCh in den Nationalen Volkskongress gewählt.
Als er am 2. März 2013 von einer Journalistin auf dem Weg zur ersten Sitzung abgefangen wurde, betonte er zwar, dass er als Mitglied seiner Fraktion für die Menschen in Guizhou arbeite (in China entsprechen die Fraktionen den Wahlkreisen, unabhängig von der Parteizugehörigkeit), er nutzte seinen Status jedoch sogleich, um für die bemannte Raumfahrt Werbung zu machen. Bereits damals sprach er von bemannten Flügen zu anderen Planeten, die China autonom, ohne die Hilfe anderer Staaten unternehmen werde.
Ende Dezember 2017 wurde Zhang Bainan erneut in den Nationalen Volkskongress gewählt, diesmal als einer von 102 Abgeordneten des Wahlkreises Liaoning.
In der 13. Legislaturperiode arbeitete er im Ausschuss für Umwelt- und Ressourcenschutz (环境与资源保护委员会) mit.
Als landesweit bekannter Raumfahrtingenieur – das chinesische Äquivalent zu Wernher von Braun – war Zhang Bainan immer noch ein gefragter Interviewpartner. So enthüllte er im März 2018 am Rande der konstituierenden Sitzung des neugewählten Parlaments, dass man bereits mit der konkreten Entwicklung des bemannten Raumschiffs der neuen Generation begonnen habe
und dass dieses Raumschiff nicht nur für Flüge zum Mond, sondern auch zum Mars geeignet wäre.
In der im März 2023 beginnenden 14. Legislaturperiode war er nicht mehr im Parlament vertreten.
Am 15. Oktober 2019 wurde Zhang Bainan zum  Stellvertretenden Technischen Direktor des bemannten Raumfahrtprogramms der Volksrepublik China ernannt.